# Agriphila aeneociliella
Agriphila aeneociliella — вид лускокрилих комах родини вогнівок-трав'янок (Crambidae).

## Поширення
Вид поширений в Східній Європі та Північній Азії від Данії та Польщі через Росію, Північний Китай та Монголію до Японії. Присутній у фауні України.

## Опис
Розмах крил 10-12 мм. Передні крила яскраво-жовті з сріблясто-білою поздовжньою серединною смужкою, яка досягає зовнішнього краю крила\

## Спосіб життя
Гусениці плетуть шовкові трубки в дернині злаків.